# LaFeltrinelli Internet Bookshop
LaFeltrinelli Internet Bookshop S.r.l., nota anche come LaFeltrinelli IBS.it e precedentemente come IBS.it, è una libreria in rete italiana, che ha un assortimento di prodotti librari e audiovisivi tra cui libri italiani e inglesi, CD e LP, home video, videogiochi e giocattoli, e-book.
Nata nel 1998, è considerata la società che ha dato il via al commercio elettronico in Italia, facendo registrare il primo acquisto online con carta di credito certificato da Servizi Interbancari, la principale azienda italiana nella gestione di transazioni con carte di credito. Nel 2009 avviene la creazione di Libraccio.it, mentre nel 2010 diviene il primo sito italiano a vendere e-book.

## Storia

### Origini
Le origini di Internet Bookshop Italia risalgono al 1995, anno in cui avviene l'incontro tra Messaggerie e la società Internet Bookshop di Oxford.
L'allora direttore generale di Informazioni Editoriali Mauro Zerbini, nel dicembre 1995 incontra Darryl Mattocks, fondatore e Managing Director di Internet Bookshop di Oxford: vengono poste le basi per la nascita di una Internet Bookshop italiana.

### Alice.it e Café Letterario
Il 15 maggio 1996 Informazioni Editoriali apre un sito Internet di informazione libraria dal nome Alice.it.
Nel marzo 1997 si affianca ad Alice.it un altro sito dedicato ai lettori: Café Letterario, nato dalla collaborazione con Tin.it, provider internet di Telecom Italia.

### Nascita della società Internet Bookshop Italia S.r.l.
In ottobre Informazioni Editoriali (80%) e Internet Bookshop di Oxford (20%) fondano la società Internet Bookshop Italia Srl. Mauro Zerbini è l'amministratore delegato della nuova società italiana. Alessandro Baldeschi, già amministratore delegato di Messaggerie Libri, ne diviene Presidente.
Il 3 giugno 1998 apre il sito di Internet Bookshop Italia www.ibs.it. Da questo sito viene effettuato il primo acquisto con carta di credito su internet in Italia.
Nel 1999 Internet Bookshop di Oxford viene acquisita da W.H. Smith, azienda leader in Gran Bretagna nel retail librario; W.H. Smith di conseguenza ottiene anche il 20% di Internet Bookshop Italia.
Nel 2000 il fatturato di IBS sfiora i 2 milioni di euro.

### Sviluppi societari 2001 - 2017
Nel 2001, Messaggerie Libri e Editrice Bibliografica rilevano dalla controllata Informazioni Editoriali la proprietà di Internet Bookshop Italia. Alberto Ottieri, vicepresidente di Messaggerie Libri, diviene Presidente di IBS e Mauro Zerbini affianca al ruolo di AD, anche quello di Direttore Generale.
Nel 2002 IBS raggiunge il pareggio di bilancio con un fatturato di oltre 6,2 milioni di euro. Nel 2003 IBS si trasferisce nella nuova sede di Trezzano sul Naviglio. Il fatturato raggiunge gli 8,4 milioni di euro e si registra il primo utile netto.
Nel 2004, Messaggerie Libri acquisisce il 100% della società, rilevando le quote di minoranza possedute da Editrice Bibliografica e W. H. Smith. Con una crescita del 60% sull'anno precedente, i ricavi superano i 13,2 milioni di euro.
Nel 2005 IBS supera la soglia di 1.000.000 di visitatori unici mensili ed entra nel mercato dei CD musicali. Il fatturato raggiunge i 19.400.000 Euro con una crescita del 47% rispetto all'anno precedente.
Ad aprile 2006 IBS raggiunge i 450.000 clienti. Il 4 maggio 2006 nasce il portale di cultura Wuz.it. A partire da maggio del 2006 IBS.it partecipa al Salone del Libro di Torino. A fine anno il fatturato di IBS raggiunge i 25 milioni di euro e i clienti sono saliti a 570.000, mentre gli utenti unici del neonato sito raggiungono la soglia dei 250.000.
Ad ottobre 2007 IBS annuncia l'acquisizione del 60% di MYmovies.it.
Sul finire del 2007 l'azienda si trasferisce nell'attuale sede di via Verdi ad Assago.
A febbraio 2009 IBS sigla una partnership con ANobii con cui IBS mette a disposizione del social network il suo catalogo di 550.000 libri in lingua italiana. ANobii da parte sua, indirizza tutti gli utenti, che decidono di comprare un libro online, alla corrispondente pagina su IBS.
A maggio 2009 IBS raggiunge la quota di 1 milione di clienti. A giugno 2009 IBS.it e Libraccio danno vita a Libraccio.it. Per dare vita a questo progetto viene costituita un'apposita società, denominata Maia srl, collocata all'interno del quartier generale di IBS ad Assago (MI). In 6 mesi Maia srl. raggiunge il pareggio di bilancio fatturando quasi 3 milioni di euro al suo debutto.
Il 13 maggio 2010 al Salone del Libro di Torino viene presentata la nuova sezione del sito IBS.it dedicata alla vendita degli eBook. IBS è il primo sito italiano a vendere ebook. Già annunciata a dicembre 2010, nel febbraio del 2011 inizia la vendita dell'eReader LeggoIBS, prodotto in collaborazione con la tedesco-ucraina PocketBook.
Il primo luglio 2012 IBS.it inaugura i punti vendita fisici a insegna IBS.it bookshop dopo l'incorporazione della catena Melbookstore. A oggi si contano 10 librerie presenti in altrettante grandi città italiane: Bergamo, Bologna, Lecco, Novara, Firenze, Roma, Ferrara, Padova, Mantova e Treviso.
Ad ottobre 2014 IBS.it annuncia l'ingresso nell'alleanza Tolino, ecosistema dedicato alla lettura digitale. L'annuncio viene dato in anteprima da La Repubblica con un articolo di Jaime D'Alessandro che viene poi riportato sul suo blog.
A maggio 2015 Mauro Zerbini, da 17 anni amministratore delegato dell'azienda, lascia il posto a Eugenio Trombetta Panigadi. A fianco del nuovo amministratore delegato viene incaricato dall'Alta Direzione di IBS.it sul Business Development e sul Marketing Alvise Leonetti proveniente da Lazada (gruppo Rocket Internet).

### Dal 2017 a oggi
Nell'ottobre 2017 è stato siglato un accordo di joint venture tra Gruppo Feltrinelli e Messaggerie Italiane, che ha coinvolto lafeltrinelli.it, IBS.it e Libraccio.it, passate sotto il controllo della società LaFeltrinelli Internet Bookshop Italia S.r.l.

## Attività

### Premi
- 2001: premio di miglior sito italiano di e-commerce dall'Osservatorio Qualyweb di ANEE e 1to1lab.com.
- Nel 2002 IBS.it vince il premio WWW de Il Sole 24 Ore quale miglior sito di commercio elettronico in Italia.
- Nel 2004 IBS.it vince l'Oscar E-Commerce del Ministero delle Attività Produttive e ANEE-ASSINFORM e si attesta per il terzo anno consecutivo tra i finalisti del premio WWW de Il Sole 24 ORE.

## Loghi precedenti

Logo IBS.it
Logo alternativo contenente quello de LaFeltrinelli